# سن بو
سن بو (بالصينية: 孙铂) (22 يناير 1991 بداليان في الصين - ) هو لاعب كرة قدم صيني في مركز الوسط. لعب مع داليان ييفانغ.

## وصلات خارجية
- سن بو على موقع Soccerway.com (الإنجليزية)